# Iberis amara
El carraspique (Iberis amara) es una especie de planta de flores perteneciente a la familia de las brasicáceas. Es nativa de la Europa meridional y central y norte de África en Argelia donde crece en bordes de caminos y campos en especial en terrenos calcáreos..
Es una planta herbácea que alcanza  1-4 dm de altura; muy ramificada y amarga. Las hoja son oblongas o lanceoladas, espatuladas y agudas con 2-4 dientes en cada lado. Las flores son de color blanco o lila y se agrupan en un corimbo laxo alargado. El fruto es una silicua redonda.

## Principios activos
- Contiene: glucoiberósido y glucoqueirolósido que al hidrolizarse producen isotiocianatos.
- Las flores contienen: glucorhamnósido.

## Propiedades
- Recomendado para problemas digestivos y hepáticos.
- También en el tratamiento de la gota y reumatismo.
- En grandes cantidades produce vómitos, náuseas y diarreas.

## Variedades
- Iberis amara var. sabauda (Puget) Foucaud & Rouy [1895]
- Iberis amara var. orbicularis Lacroix [1859]
- Iberis amara var. latifolia Pourr. ex Foucaud & Rouy
- Iberis amara [var.] decipiens (Jord.) P.Fourn. [1936]
- Iberis amara var. ceratophylla (Reut.) Foucaud & Rouy [1895]
- Iberis amara var. arvatica (Jord.) Nyman [1878]
- Iberis amara subsp. forestieri (Jord.) Heywood [1964]
- Iberis amara subsp. decipiens (Jord.) Nyman [1878]
- Iberis amara subsp. arvatica (Jord.) Sudre [1907]
- Iberis amara subsp. affinis (Jord.) Rouy & Foucaud [1895]
- Iberis amara proles ruficaulis (Lej.) Rouy & Foucaud [1895]
- Iberis amara proles resedifolia (Pourr.) Rouy & Foucaud [1895]
- Iberis amara proles montolivensis (Timb.-Lagr.) Rouy & Foucaud [1895]
- Iberis amara proles martinii (Timb.-Lagr.) Rouy & Foucaud [1895]
- Iberis amara proles forestieri (Jord.) Rouy & Foucaud in Rouy [1899]
- Iberis amara proles arvatica (Jord.) Rouy & Foucaud [1895]
- Iberis amara proles apricorum (Giraudias) Rouy & Foucaud [1895]

## Sinónimos
- Iberis martinii Timb.-Lagr.   [1872]
- Iberis amara var. arvatica Gaut. [1912]
- Iberis sabauda Puget [1866]
- Iberis ruficaulis Lej. [1813]
- Iberis resedifolia Pourr. ex Timb.-Lagr. [1874]
- Iberis pinnata ssp. affinis (Jord.) P.Fourn. [1936]
- Iberis montolivensis Timb.-Lagr. [1874]
- Iberis martinii Timb Jord. [1883]
- Iberis linifolia Schkuhr [1809]
- Iberis latifolia Pourr. ex Timb.-Lagr. [1874]
- Iberis forestieri Jord. [1849]
- Iberis decipiens Jord. [1864]
- Iberis crenata Lam. [1789]
- Iberis confusa Jord.
- Iberis ceratophylla Reut. [1854]
- Iberis bicorymbifera Godr. & Gren. in Gren. & Godr. [1848]
- Iberis bicolor Rchb. [1832]
- Iberis arvatica Jord. [1864]
- Iberis apricorum Giraudias [1876]
- Iberis affinis Jord. [1848]
- Biauricularia resedifolia Bubani [1901]
- Biauricularia panduriformis (Pourr.) Bubani [1901]
- Iberis pinetorum Pau in Willk. [1893]
- Thlaspi amarum (L.) Crantz [1762]
- Iberis pinetorum Pau [1887]
- Crucifera iberis E.H.L.Krause [1902]
- Biauricularia amara (L.) Bubani